# Löschmittel
Löschmittel haben die Aufgabe, brennbare Stoffe unter Berücksichtigung ihrer Brandklasse und vorherrschender Umfeldbedingungen (beispielsweise Personengefährdung oder Raumgröße) zu löschen. Sie werden zur Brandbekämpfung von den Feuerwehren oder in automatischen Feuerlöschanlagen eingesetzt oder stehen zur Selbsthilfe in tragbaren Feuerlöschern oder mobilen Feuerlöschgeräten zur Verfügung.
Jedes Löschmittel besitzt eine Hauptlöschwirkung und eventuelle Nebenlöschwirkungen. Die falsche Auswahl des Löschmittels kann fatale Folgen haben. So reagieren einige chemische Stoffe mit Wasser. Bei chemischen Löschmitteln werden bei hohen Temperaturen bisweilen Moleküle aufgebrochen und gehen neue Verbindungen ein. Mögliche Folgen sind Explosionsgefahr oder Säurebildung.

## Wasser
Das Löschmittel Wasser ist geeignet für die Brandklasse A. Das Löschmittel hat gegenüber anderen Löschmitteln Vorteile: es ist preisgünstig, nicht giftig, pH-neutral, nicht ätzend, meistens ausreichend vorhanden und einfach zu fördern.
Wasser darf nicht bei brennenden Metallen benutzt werden, da die enorme Hitze das Wasser chemisch aufspalten würde – der enthaltene Sauerstoff würde das Feuer explosionsartig anfachen und der Wasserstoff verbrennen; unter Umständen kann es auch durch die Mischung des Wasserstoffes mit Luftsauerstoff zur Bildung von hochexplosivem Knallgas kommen (Die allgemein verbreitete Auffassung, dass die Hauptgefahr die Knallgasbildung beträfe, ist nicht zutreffend. Sondern: Heißes Leichtmetall = Reduktionsmittel → Aufspaltung der Wassermoleküle → exotherme Redoxreaktion Leichtmetall + Sauerstoff).
Bei Schornsteinbränden würde Wasser wegen der im Schornstein sehr beengten Raumverhältnisse unter großem Druck verdampfen (1 Liter Wasser ergibt bei 100 °Celsius 1.700 Liter Wasserdampf) und den Schornstein zerstören. Bei Bränden von Fetten und Ölen mit Temperaturen oberhalb von 100 °C ist zu beachten, dass Wasser bei Kontakt sofort verdampft und das brennende Öl mitreißt und verspritzt. Der entstehende Ölnebel hat eine große Oberfläche, damit eine große Angriffsfläche für den Luftsauerstoff und verbrennt explosionsartig („Fettexplosion“). Die elektrische Leitfähigkeit von Wasser birgt die Gefahr, mit Hochspannung in Kontakt zu kommen und einen elektrischen Schlag zu erleiden.
Hauptlöschwirkung: Abkühlen 
 Nebenlöschwirkung: Ersticken

## Wasser mit Zusätzen

### Netzmittel / Netzwasser
Ein Netzmittel ist ein Zusatz zum Löschwasser für die Herabsetzung der Oberflächenspannung des Wassers. Die fertige Mischung wird „Netzwasser“ genannt. Als Netzmittel werden normalerweise Schaummittel verwendet – sie werden dann lediglich niedriger dosiert und keine Luft zugemischt. Übliche Mehrbereichsschaummittel, die zur Schaumerzeugung mit 3 % zugemischt werden, können z. B. bereits in einem Bereich von ca. 0,5 – 1 % als Netzmittel eingesetzt werden.
Netzmittel werden zugesetzt, um durch Herabsetzen der Oberflächenspannung das Eindringen des Löschmittels in das Brandgut zu verbessern oder erst zu ermöglichen. Damit sollen auch tief oder versteckt liegende Glutbrände, wie sie zum Beispiel im Humusboden im Wald oder in Spänebunkern auftreten, erreicht werden.
In jüngster Zeit setzt sich immer mehr die Erkenntnis durch, dass durch den Einsatz von Netzmitteln auch Brände in Gebäuden, für die früher reines Wasser verwendet wurde, effizienter bekämpft werden können. Löschwasserschäden durch abfließendes Löschwasser lassen sich vermindern, wenn das Wasser gezielt in das Brandgut eindringt und nicht aufgrund der Oberflächenspannung hauptsächlich abfließt.
Gelegentlich wird der Begriff „Light Water“ für Netzwasser benutzt. „Light Water“ ist jedoch ein Markenname der Firma 3M für ein früher sehr verbreitetes AFFF-Schaummittel. Die Begriffsverwirrung mag daher kommen, dass man AFFF bei Flüssigkeitsbränden auch als unverschäumtes Schaummittel-Wasser-Gemisch aufbringen kann, was auch z. B. bei eingebauten Kompaktlöschanlagen in kleineren Fahrzeugen (z. B. „Poly“-Löschanlage in VRW) oft der Fall war bzw. ist. Das Wirkprinzip bei dieser Anwendung ist jedoch ein anderes, die „Netzwirkung“ kommt nur bei festen Brennstoffen zum Tragen.

### Gelbildner
Wenn eine hohe Haftfähigkeit und eine höhere Viskosität des Löschwassers erforderlich erscheint, können Gelbildner zugesetzt werden. Diese Zusätze basieren in der Regel auf Superabsorbern und können als Pulver oder Emulsion vorgehalten werden. Gelbildner sollen beispielsweise bei sogenannten „DSD-Bränden“ (Brände von gelagertem Verpackungsabfall) gute Erfolge erzielen und ermöglichen bei Schüttgütern die Schaffung einer luftdichten Sperrschicht, die deutlich stabiler ist als ein Schaumteppich, länger bestehen bleibt und deutlich weniger Wasser an das Brandgut abgibt. Der Wasserverbrauch ist bei bestimmten Feuerszenarien erheblich geringer.
Wird Löschgel verwendet, kann für eine Riegelstellung weniger Wasser verbraucht werden. Im Außenbereich ohne Gefahr von Wasserschäden ist dies vor allem dann sinnvoll, wenn das sehr viel billigere Wasser nicht in ausreichender Menge zur Verfügung steht oder die Art der Bebauung seinen Einsatz in hinreichender Menge behindert.
Löschgel ist in fast allen Fällen attraktiv, in denen Wasser nur mühsam und mit hohen Kosten transportiert werden kann, weil man beispielsweise Helikopter verwenden muss. Liegen die Transportkosten deutlich höher als die Zusatzkosten für das Gelmittel, kann es angesichts von Wassergefährdungsklasse 1 vertretbar und vernünftig sein, dem Wasser auf diese Weise eine höhere Löschwirkung zu verleihen.

### Retardants
Retardants sind Zusätze zum Löschwasser, die vor allem zur Brandbekämpfung bei Vegetationsbränden mit Flugzeugen eingesetzt werden. Sie sollen beispielsweise die Verdunstung vermindern, den Siedepunkt erhöhen und durch ihre orangerote (kontrastierend zum Pflanzengrün) Farbe die Stellen, auf die bereits Löschmittel aufgebracht wurde, besser erkennbar machen. Viele dieser Mittel basieren zumindest zu großen Teilen auf Salzen aus der Kunstdüngerindustrie. Einige dieser Salze reagieren bei Hitzeeinwirkung mit der Oberfläche des organischen Materials und setzen dabei die Brennbarkeit der Oberfläche herab.

### Salze
Salze sind auch in Handfeuerlöschern gebräuchlich. Sie erhöhen den Siedepunkt des Wassers und so die Löschkraft.

## Löschschaum
Löschschaum ist ein Löschmittel, das durch Zusetzen eines Schaummittels zum Wasser mit anschließend zugeführter Luft erzeugt wird. Löschschaum wirkt erstickend, indem er eine luftundurchlässige Schicht über den brennbaren Stoff legt. Je nach dem Verhältnis des Wasser-Schaummittel-Luft-Gemisches werden drei Arten unterschieden:
| Bezeichnung  | Verschäumungszahl                   |
| Schwerschaum | bis 20 (praxisrelevant erst ab ≈ 4) |
| Mittelschaum | 20 bis 200                          |
| Leichtschaum | über 200                            |

Hauptlöschwirkung: „Ersticken“ (hier: Stickeffekt durch Trennen) 
 Nebenlöschwirkung: Abkühlen
Druckluftschaum
Das Druckluftschaum-Verfahren (auch bezeichnet als CAFS: Compressed Air Foam System) unterscheidet sich durch die Art der Zuführung der zur Schaumbildung benötigten Luft. Wie der Name sagt, wird die Luft als Druckluft dem Wasser-/Schaum-Gemisch zugeführt. Dies geschieht im Feuerwehrfahrzeug beziehungsweise bei ortsfesten Anlagen an einer Pumpe beziehungsweise einem Schaummittelzumischer, der Schaum wird komplett fertig durch die Schläuche zum Strahlrohr gefördert. Bei herkömmlichen Verfahren würde die Luft erst am Schaumstrahlrohr aufgenommen werden. Gelegentlich wird das CAFS-System auch in Feuerlöschern oder anderen tragbaren Feuerlöschgeräten verwendet. Die Verschäumung findet dabei entweder am oberen Ende des Steigrohrs oder in einer, sich an der gleichen Stelle befindlichen, Mischkammer mithilfe des Treibgases statt.

## Löschpulver
Löschpulver sind Gemenge sehr fein zerteilter fester Chemikalien, die eine Verbrennung unterbinden. Die Unterbindung geschieht entweder durch Erstickung (Brandklassen A+D) und/oder Inhibition (Brandklasse B+C). Es werden drei Arten differenziert:
| Bezeichnung | Geeignet für Brandklasse                     | Löschwirkung                           |
| ----------- | -------------------------------------------- | -------------------------------------- |
| ABC-Pulver  | A, B, C – alles (außer Fett und Metallbrand) | Inhibition (Flammen), Ersticken (Glut) |
| BC-Pulver   | B, C – Flüssigkeiten (außer Fett) und Gase   | Inhibition                             |
| D-Pulver    | D – Metallbrand                              | Ersticken                              |

## Aerosol-Löschmittel
Aerosol-Feuerlöscher und -Löschanlagen arbeiten mit einer festen, aerosolbildenden Verbindung, die sich nach Aktivierung in ein schnell expandierendes, trockenes Löschaerosol auf der Grundlage von Kaliumverbindungen umwandelt. Dabei werden freie Radikale in der Flamme durch Kaliumcarbonate gebunden und können nicht mehr mit dem Luftsauerstoff reagieren. Das primäre Löschprinzip ist eine Unterbrechung der Kettenreaktion, die bei einer Verbrennung abläuft. Sekundär wird dem Feuer dabei schlagartig Energie entzogen, sodass sekundär auch ein Kühleffekt eintritt. Das Aerosol-Löschmittel muss je nach Brandlast und Rezeptur des Löschmittels eine bestimmte Konzentration (in Gramm pro Kubikmeter) im Raum erreichen und den gesamten Raum fluten. Je nach Dichtigkeit des Raumes kann das Aerosol-Löschmittel mehrere Stunden im Raum stehen und so eine gute Nachfeuersicherheit gewährleisten. 
Der Löschmittelausstoß von Aerosol-Löschanlagen kann je nach Rezeptur des Löschmittels für Personen wegen der eingeschränkten Sicht, den toxischen Nebenprodukten und den hohen Temperaturen (ca. 300 °C) gefährlich sein. In Deutschland empfiehlt die DGUV, den Einsatz von Aerosol-Löschanlagen auf nicht begehbare Räume oder Bereiche zu beschränken, sofern Mindestabstände zu Personen nicht eingehalten werden können und keine Toxizitätsprüfung durchgeführt wurde.

## Inertgase und Kohlenstoffdioxid
Die Löschwirkung von Argon, Stickstoff und Kohlenstoffdioxid (prinzipiell kein Inertgas und daher für Brände der Brandklassen D nicht geeignet) wird durch die Verdrängung des Luftsauerstoffes erreicht. Man spricht hier vom Stickeffekt, der bei Unterschreitung des für die Verbrennung erforderlichen spezifischen Grenzwertes eintritt. In den meisten Fällen erlischt das Feuer schon bei einer Sauerstoffabsenkung auf 13,8 Vol.-%. Dazu muss das vorhandene Luftvolumen nur um etwa ein Drittel verdrängt werden, was einer Löschgaskonzentration von 34 Vol.-% entspricht. Bei Brandstoffen, die zur Verbrennung erheblich weniger Sauerstoff brauchen, ist eine Erhöhung der Löschgaskonzentration erforderlich, beispielsweise bei Ethin, Kohlenmonoxid und Wasserstoff. Da die Löschgase Argon und Kohlenstoffdioxid schwerer sind als die Umgebungsluft, durchsetzen sie den Flutungsbereich besonders schnell und gründlich. Zur Verbesserung der Löscheigenschaften werden auch Mischungen der vorher genannten Gase verwendet, wie etwa Inergen oder Argonite.
| ISO-Bezeichnung | Name / Handelsname | Zusammensetzung           |
| --------------- | ------------------ | ------------------------- |
| IG-01           | Argon              | Ar                        |
| IG-100          | Stickstoff         | N2                        |
| IG-55           | Argonite           | 50 % N2, 50 % Ar          |
| IG-541          | Inergen            | 52 % N2, 40 % Ar, 8 % CO2 |

### Kohlenstoffdioxid
Kohlenstoffdioxid ist für Bekämpfung von Bränden der Brandklassen B und, beim Einsatz in Stationären Löschanlagen, C geeignet.
Aufgrund seiner physikalischen Eigenschaften wird Kohlenstoffdioxid als einziges Löschgas auch in Feuerlöschern und Feuerlöschgeräten eingesetzt. In stationären Feuerlöschanlagen wird Kohlenstoffdioxid druckverflüssigt in Hochdruckstahlflaschen oder gekühlt bei −20 °C in großen Niederdruckbehältern gelagert. Durch die Flüssiglagerung können deutlich größere Löschmittelvorräte platzsparend vorgehalten werden. Da Kohlenstoffdioxid bei hohen Konzentrationen gesundheitsschädlich ist, schreiben die Berufsgenossenschaften bei Überschreitung eines Grenzwertes von mehr als 5 Vol.-% besondere Schutzmaßnahmen vor.
Kohlenstoffdioxid wird als Löschmittel vor allem in elektrischen und elektronischen Anlagen eingesetzt, da es im Gegensatz zu allen wasserbasierten Löschmitteln und den meisten Pulvern nicht elektrisch leitend ist. Durch die extreme Kälte werden jedoch magnetische Datenträger – beispielsweise Festplattenlaufwerke und deren Inhalte – zerstört. Bei der Anwendung muss insbesondere darauf geachtet werden, dass Kohlenstoffdioxid ein Atemgift ist.
Kohlenstoffdioxid kann nicht zum Löschen brennender Leichtmetalle – beispielsweise (Alkali- und Erdalkalimetalle) – eingesetzt werden, da es zu Sauerstoff und Kohlenstoff (oder Kohlenstoffmonoxid) zersetzt wird (Redoxreaktion).
Auf älteren Kohlenstoffdioxidlöschern findet sich bisweilen auch die Bezeichnung Kohlensäurelöscher.
Hauptlöschwirkung: Ersticken 
 (Nebenlöschwirkung: Abkühlen – praktisch aber kaum relevant)

### Argon
Argon ist ein aus der Umgebungsluft gewonnenes Edelgas, das als Löschmittel für stationäre Feuerlöschanlagen gasförmig verdichtet in Hochdruckstahlflaschen gelagert wird. Der maximale Betriebsdruck liegt bei 300 bar. Argon ist nicht giftig. Allerdings kann beim Aufbau der erforderlichen Löschkonzentration, insbesondere im Zusammenhang mit einem Brandereignis, eine Gefährdung durch Brandgase und Sauerstoffmangel entstehen. Es ist zu 0,93 Vol.-% in der Atmosphäre enthalten. Seine Dichte im Verhältnis zur Luft beträgt 1,38:1. Durch sein höheres Eigengewicht und seine hohe Reaktionsträgheit ("echtes" Inertgas) kann Argon gegenüber Stickstoff im Einzelfall – z. B. als Löschgas für Metallbrände – Vorteile bieten.
Hinweis: Bei hoher Löschkonzentration kann im Einsatzfall eine Personengefährdung durch Sauerstoffmangel entstehen.
Hauptlöschwirkung: Ersticken

### Stickstoff
Stickstoff ist ein farb-, geruch- und geschmackloses Gas, das zu 78,1 Vol.-% in der Atmosphäre enthalten ist. Seine Dichte im Verhältnis zu Luft beträgt 0,967:1. Als Löschmittel für stationäre Feuerlöschanlagen wird Stickstoff gasförmig verdichtet in Hochdruck-Stahlflaschen gelagert. Bei einer Umgebungstemperatur von +15 °C liegt der maximale Betriebsdruck zurzeit bei 300 bar. Stickstoff ist nicht giftig. Allerdings kann auch hier beim Aufbau der erforderlichen Löschkonzentration, insbesondere im Zusammenhang mit einem Brandereignis, eine Gefährdung durch Brandgase und Sauerstoffmangel entstehen.
In den letzten Jahren wird Stickstoff auch vermehrt bei Dehnfugen- oder Silobränden eingesetzt. In diesem Fall wird das Flüssiggas von Tankwagen, wie sie bei der Industrieanlieferung verwendet werden, mit einer Temperatur von −190 °C angeliefert und bei der Brandstelle flüssig eingebracht.
Bei Silos hat Stickstoff gegenüber Kohlenstoffdioxid den Vorteil, dass es nicht als Schnee austritt, sondern komplett vom flüssigen Zustand in den gasförmigen übertritt. Der gasförmige Stickstoff kann bei Silos leichter durch das Lagergut nach unten durchsickern und führt nicht zu Verklumpen wie bei Kohlenstoffdioxid. Dabei wird der Sauerstoffgehalt unter 7 % gesenkt, womit ein eventueller Schwelbrand im Silo erstickt wird, und der Silo kann in der Folge gefahrlos geräumt werden.
Hinweis: Bei hoher Löschkonzentration kann im Einsatzfall eine Personengefährdung durch Sauerstoffmangel entstehen.
Hauptlöschwirkung: Ersticken

## Halogenkohlenwasserstoffe
Nachdem, durch das Montreal-Protokoll, die verbliebenen Halone weitestgehend vom Markt verschwunden sind, haben einige Unternehmen heute wieder „neue“ Halone zu Feuerlöschzwecken im Programm, die hinsichtlich ihrer ozonschädigenden Wirkung (ODP) problemlos sein sollen.

### Verbot von Halon 1211 und 1301
Aufgrund ihrer umweltschädigenden Wirkungen sind die früher sehr gebräuchlichen Halone 1211 (Bromchlordifluormethan, BCF, Freon 12B1, Formel CF2ClBr) und 1301 (Bromtrifluormethan, BTM, Freon 13B1, Formel CF3Br) durch das Montrealer Protokoll verboten und als Löschmittel nur noch in Ausnahmefällen für militärische Anwendungen, als Löschmittel im Rennsport sowie in der Luftfahrt zugelassen. Halon 1211 wurde hauptsächlich in Handfeuerlöschern, Halon 1301 vor allem in stationären Löschanlagen eingesetzt.

### Neue Halogenkohlenwasserstoffe
Die neuen halogenierten Kohlenwasserstoffe haben zumindest teilweise bereits eine EU-Zulassung erhalten. Es handelt sich insbesondere um folgende Löschmittel:
| ISO-Bezeichnung | Chemikalie                         | Handelsname                                                                                 | Chemische Formel   |
| --------------- | ---------------------------------- | ------------------------------------------------------------------------------------------- | ------------------ |
| HFC 227ea       | Heptafluorpropan                   | Halon 3700 Markennamen: FM-200 (DuPont), FE-227 (DuPont), Solkaflam 227 (Solvay Fluor GmbH) | CF3CHFCF3          |
| FK-5-1-12       | perfluoriertes Ethylisopropylketon | Markenname Novec 1230 (3M)                                                                  | CF3CF2C(O)CF(CF3)2 |
| HFC 23          | Trifluormethan                     | Halon 1300 Markennamen: Trigon 300, FE-13                                                   | CHF3               |
| HFC 125         | Pentafluorethan                    | Halon 2500                                                                                  | CHF2CF3            |
| HFC 236fa       | 1,1,1,3,3,3-Hexafluorpropan        | Halon 3600 Markenname FE-36 (DuPont)                                                        | C3H2F6             |
| HCFC-22         | Chlordifluormethan                 |                                                                                             | CHClF2             |
| HCFC 123        | Dichlortrifluorethan               | Markenname Halotron I                                                                       | C2HCl2F3           |
| HCFC 124        | Chlortetrafluorethan               | Halon 2410                                                                                  | C2HClF4            |

### Löschwirkung
Halogenkohlenwasserstoffe löschen durch Störung des Verbrennungsablaufs, indem sie zu einer Kettenabbruchreaktion führen (Homogene Inhibition). Dieses Verfahren erfordert im Gegensatz zum Ersticken durch Inertgase und CO2 bedeutend weniger Löschmittelvolumen. Nicht zu vergessen ist jedoch ihre gegenüber CO2 zum Teil überaus starke Wirkung als Treibhausgas. Auch ist, insbesondere bei längeren Vorbrennzeiten der Brandklasse A, eine Zersetzung zu giftigen Folgeprodukten möglich bzw. wahrscheinlich.

### HFC 227ea (FM 200)
Bei dem unter der ISO-Bezeichnung HFC-227ea bekannten Löschmittel wird die Wärme dem Feuer entzogen. Dies geschieht zum größten Teil durch physikalisches Einwirken (Kühlen) und einen geringen chemischen Eingriff in den Verbrennungsprozess. Mit diesem Löschmittel wird eine schnelle Löschwirkung erzielt. Die Lebensdauer von HFC-227ea in der Atmosphäre beträgt ca. 33 Jahre. Es hat kein Ozonzerstörungs-Potenzial.

### FK-5-1-12 (Novec 1230)

Struktur von Novec 1230 (Novec ist eingetragenes Warenzeichen der Firma 3M.)

Das Löschmittel 3M Novec 1230 (ISO-Kennzeichnung FK-5-1-12, genutzt in den Anlagentypen: Minimax MX 1230, SAPPHIRE, Kidde KD1230, Siemens Sinorix 1230) ist eine farblose, fast geruchlose Flüssigkeit mit der chemischen Formel CF3CF2C(O)CF(CF3)2. Streng genommen handelt es sich nicht um ein Halon, sondern um ein fluoriertes Keton (perfluoriertes Ethylisopropylketon). Die Löschwirkung des in stationären Feuerlöschanlagen eingesetzten Novec 1230 beruht, nicht wie bei einem Halon, auf homogener Inhibition, sondern auf Entzug von Wärme aus der Flamme. Dies liegt an der wesentlich höheren Wärmekapazität gegenüber Luft. Das Molekül besitzt keine elektrische Leitfähigkeit und ist daher geeignet für das Löschen von elektrischen und elektronischen Anlagen, wie zum Beispiel Serverräume. Es hat mit einem Treibhauspotential (CO2-Äquivalent) von 1 den geringsten Wert aller aktuell zugelassenen chemischen Löschmittel und zerfällt innerhalb weniger Tage unter Sonneneinstrahlung.

## Behelfslöschmittel
Der Begriff Behelfslöschmittel bezeichnet Stoffe, Gemische oder Gegenstände, die eigentlich anderen Zwecken dienen, jedoch auch als Löschmittel eingesetzt werden können. In unterschiedlichen Kontexten kommen unterschiedliche Behelfslöschmittel zum Einsatz.
- Bei Metallbränden können Zementpulver oder trockenes Streusalz Verwendung finden.
- Bei Akku-Bränden können Hohlglasgranulate, zum Beispiel auf Basis von Siliziumdioxid zum Löschen bzw. zur Eindämmung des Brandes genutzt werden.
- Bei Vegetationsbränden wird oft auf vor Ort verfügbares Bodenmaterial (Sand beziehungsweise Erde) zurückgegriffen.
- Bei Kleinbränden in Küche und Haushalt bietet sich ein nasses, ausgewrungenes Handtuch an[7].

## Historische Löschmittel

### Löschwasser
Löschwasser war von je her oft das einzige, aber vor allem das am meisten verfügbare Löschmittel. Vor Gründung von Feuerwehren hatten in den Ortschaften bei einem Brand alle arbeitsfähigen Einwohner mit löschwassergefülltem Eimer zur Brandstelle zu eilen und sich in doppelter Reihe zum Löschwasserteich aufzustellen: „Durch der Hände lange Kette um die Wette flog der Eimer.“ Später wurden von den Feuerwehren hölzerne Druckspritzen benutzt, diese aber mussten laufend mit Löschwasser, das mit Eimern herbeigeschafft wurde, gefüllt werden. Danach setzten sich die Feuerspritzen durch, welche auch das Wasser ansaugen konnten. Durch den späteren Bau der zentralen Wasserversorgung mit Einbau von Hydranten wurde der Wassertransport erheblich erleichtert.

### Chemische Löschmittel
Erste Versuche mit chemischen Löschmitteln wurden schon in der Mitte des 19. Jahrhunderts unternommen. Zur Löschung bzw. Unterdrückung eines ausgebrochenen Brandes in kleinen, abschließbaren Räumen wurde so genannte „Buchersche Feuerlöschdosen“ verwendet, die durch ihren Inhalt (8 Teile Salpeter, 4 Teile Schwefel und 1 Teil Kohle) auf die Bildung von schwefeligsaurem bzw. kohlensaueren Gas hinwirkten, die dem Fortbrennen entzündeter Gegenstände hinderlich sind. Diese Dosen wurden entweder in den betreffenden Lokalen aufbewahrt und wirkten dann bei Entstehung eines Brandes nach ihrer Entzündung selbsttätig, oder es wurden dieselben zur Zeit des Brandes in die Lokale hineingeworfen, letztere aber wieder geschlossen.
Über die Erfahrungen mit diesem noch primitiven Löschmittel berichten die „Innsbrucker Nachrichten“ vom 19. Dezember 1856:
„Am 13. d. M. wurde in Würzburg die angekündigte Probe mit den Bucherschen Feuerlöschdosen gemacht. In einer Messbude war Reisig etc. angehäuft; dies wurde in Brand gesteckt, und als alles tüchtig brannte und das Feuer schon zum Dach der Bude herausschlug, wurden nacheinander drei Dosen; jede 5 Pfund, hineingeworfen. Alsbald drang aus den Rissen und Öffnungen der Bude dichter Qualm, welcher das Feuer zwar auf einige Sekunden dämpfte, es aber nicht vollkommen zu ersticken vermochte, worauf es mit erneuter Kraft fortbrannte und zuletzt durch eine Spritze gelöscht wurde. Trotz dieses ungenügenden Erfolges dürfte sich doch aus dieser Probe noch kein sicheres Urteil über die Tauglichkeit jenes Feuerlöschmittels bilden lassen; denn die Bude hatte nicht nur verschiedene Öffnungen, sondern es erweiterten sich auch, als durch die Hitze die Bretter zu schwinden begannen, alle Fugen derselben, sodass im Inneren ein starker Zug entstehen musste, während doch jenes Löschmittel zunächst nur auf geschlossene Räume berechnet ist. Zudem war, als man das Wasser anwandte, die letzte Dose noch nicht geplatzt. Soviel hat aber die gestrige Probe jedenfalls gezeigt, dass bei einem ordentlichen Brand gute Spritzen und eine tüchtige Löschmannschaft auch in Zukunft nicht zu entbehren sind.“

### Halone
Vor 1980 kamen meist weitaus giftigere Halone zum Einsatz als heute; insbesondere:

#### Tetrachlorkohlenstoff
Tetrachlorkohlenstoff (Tetra, Halon 1400) war bis über die Mitte des 20. Jahrhunderts ein weitverbreitetes Löschmittel in Handfeuerlöschern. Durch Beimischung von 6 % Trichlorethylen konnte eine Frostbeständigkeit von bis zu −35 °C erreicht werden, was besonders für Kfz-Bordfeuerlöscher wichtig war. Diese Mischung konnte auch mit dem festen Hexachlorethan (seinerzeit noch „Hexachlorethylen“ genannt) angereichert werden, was nach dem Verdampfen der flüchtigeren Tetras übrig blieb, sich erst bei 185 °C verflüchtigte und so einen nachhaltigen Löscherfolg sicherte. Dieser Zusatz hatte sich besonders bei hölzernen Funktürmen bewährt, da leitende Löschmittel dort nicht in Frage kamen.

#### Bromid
Bromid – die Namensgebungen sind historisch bedingt und können der aktuellen Nomenklatur daher widersprechen – wurde als Bezeichnung für verschiedene als Löschmittel verwendete Bromkohlenwasserstoffe benutzt. Sie waren in der Regel löschkräftiger, zumindest zum Teil jedoch auch stärker narkotisierend als Tetra:
Methylbromid (CH3Br, Brommethan) hatte eine sehr gute Löschwirkung, der Strahl zerstäubte und verdampfte jedoch sehr schnell, so dass es später häufig mit höher siedenden Stoffen gemischt wurde. Außerdem ist Methylbromid sehr giftig, was zu einigen Verletzten und Todesfällen führte.
Methylenbromid (CH2Br2, Dibrommethan).
Ethylenbromid (C2H4Br2, Dibromethan) wurde in Mischung mit Methylbromid angeboten und je nach Hersteller Ardexin oder Minimaxin genannt.
Ethylbromid (C2H5Br).
Monochlormonobrommethan (Halon 1011) als technisches Gemisch von ≈80 % Monochlorbrommethan, ≈10 % Methylenchlorid (CH2Cl2) und ≈10 % Methylenbromid (CH2Br2), seinerzeit sehr häufig vertrieben und eingesetzt unter der Bezeichnung CB. Reines Monochlormonobrommethan war sehr teuer in der Herstellung und erschien daher unwirtschaftlich. CB war insofern sehr fortschrittlich, als dass es kein Methylbromid enthielt und drucklos handhabbar war. Auch war CB sicherer als Tetrachlorkohlenstoff und Methylbromid, da es nicht zur Bildung von Phosgen oder Bromphosgen kommen konnte. In der DDR wurde ab 1956 ein ähnliches und von der Wirkung her vergleichbares Gemisch unter der Bezeichnung Pyrexin (später Emixin) hergestellt. Waren pro m³ Brandraum noch 500 g Kohlenstoffdioxid oder 560 g Tetra erforderlich, so reichten 260 g Minimaxin und gar nur 232 g Emixin für den Löscherfolg aus.

#### Iodkohlenwasserstoffe
Iodkohlenwasserstoffe haben zwar eine hervorragende Löschwirkung, erlangten wegen ihres exorbitant hohen Preises (in den 1950ern etwa Faktor 10 gegenüber Bromkohlenwasserstoffen) jedoch niemals Bedeutung.

#### Fluorkohlenwasserstoffe
Fluorkohlenwasserstoffe Dichlordifluormethan (CCl2F2) und Dichlordifluormethan (C2Cl2F2) wurden bereits in der ersten Hälfte des 20. Jahrhunderts als Feuerlöschmittel patentiert. Über eine tatsächliche Verwendung ist jedoch wenig bekannt. Ähnliches gilt für Chlorbromiodfluormethan (CClBrIF) und Dibromdifluormethan (CBr2F2).